# Stictocema
Stictocema là một chi bọ cánh cứng trong họ Chrysomelidae.
Chi này được miêu tả khoa học năm 1906 bởi Jacoby.

## Các loài
Các loài trong chi này gồm:
- Stictocema annulicornis Laboissiere, 1940
- Stictocema fasciata Jacoby, 1906
- Stictocema maculicollis Jacoby, 1906
- Stictocema pulchella Laboissiere, 1929
- Stictocema smaragdina Laboissiere, 1922